# Castell de Muness
El castell de Muness es una fortalesa que es troba a l'illa d'Unst, una de les illes de les Shetland, Escòcia. El castell es troba a 3 quilòmetres a l'est del poble d'Uyeasound. Unst és l'illa habitada més al nord d'Escòcia, i Muness és la fortalesa situada més al nord de les illes Britàniques. Va ser designat com a monument planificat el 1953 i està gestionat com a museu per l'Historic Environment Scotland.

## Història
El castell va ser construït el 1598 per Laurence Bruce de Cultmalindie, mig germà de Robert Stewart, primer comte de les Òrcades. El comte Robert va ser succeït pel seu fill Patrick el 1593. L'edifici podria haver estat construït sota la direcció d'Andrew Crawford, mestre d'obres del comte Patrick, que també va supervisar la construcció del castell de Scalloway i el palau del comte a Kirkwall, Òrcades. Bruce va donar el castell al seu fill Andrew el 1617.

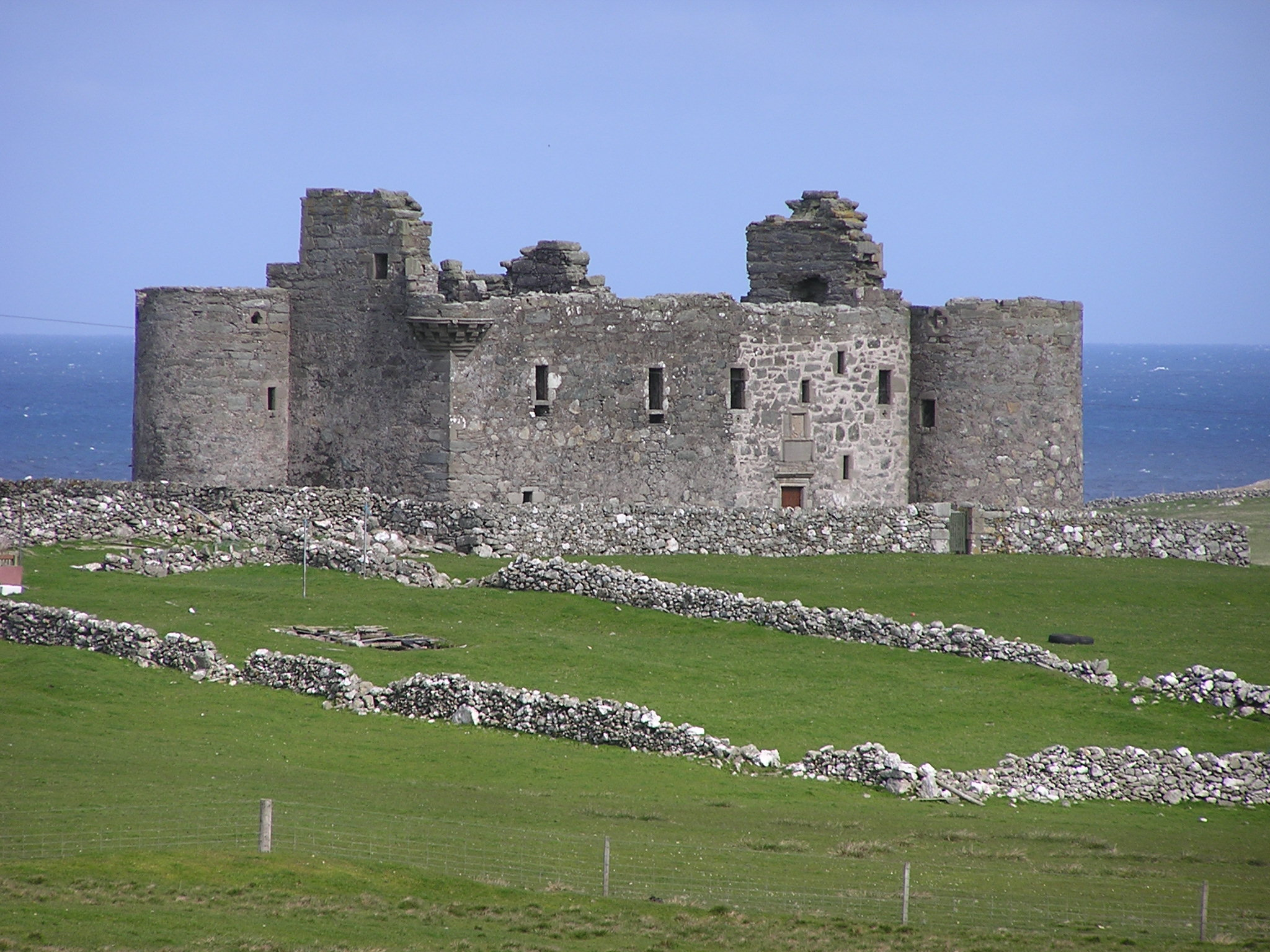
Vista del castell.

Va ser cremat per corsaris estrangers l'agost de 1627, i possiblement ja mai no va ser reparat completament. Va ser abandonat abans de finals d'aquell segle i es va vendre fora de la família el 1718. El 1713 la Companyia Holandesa de les Índies Orientals va utilitzar l'estructura per emmagatzemar la càrrega recuperada del vaixell Rynenburgh.
El castell ara està sense sostre i li falta el pis superior, que va ser eliminat per construir el mur delimitador. Les fotografies aèries revelen la possible presència d'un jardí formal al sud-oest del castell.

## Descripció

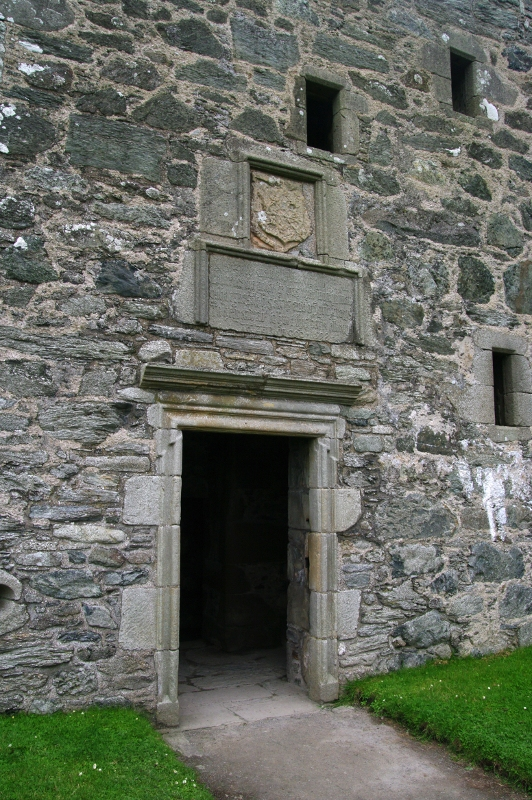
Porta d'entrada.

El castell forma un bloc rectangular de 22,3 per 7,9 metres amb la presència de torres circulars als angles nord i sud. La planta baixa i el primer pis es conserven pràcticament intactes i es conserven també els suports de mènsules per a petites torretes als angles est i oest del segon pis. La teulada probablement era a dues aigües i les torres probablement tenien cobertes còniques. L'entrada es troba al costat sud-oest.